# Wilhelm Birett
Wilhelm Birett (* 7. Juli 1793 in Amberg; † 30. April 1837 in Augsburg) war ein deutscher Buchhändler.

## Leben
Wilhelm Birett wurde als Sohn des königlich bayerischen Rat und Advokaten am Appellationshof des Regenkreises geboren.
Er besuchte das Gymnasium (heute: Erasmus-Gymnasium) in Amberg, verlor jedoch 1808 durch einen Unfall die Sehkraft seines rechten Auges. Seine Eltern ließen ihn in Ansbach zum Kaufmann ausbilden und er ging anschließend erst nach München als Kaufmann und von da aus nach Augsburg.
1825 gründete er mit der Unterstützung des Direktors und Bibliothekars Daniel Eberhard Beyschlag (1759–1835) Birett'sche Antiquariats-Buchhandlung. Im Zeitraum von nur zwölf Jahren gelang es ihm, diese zu einer der geachtetsten in Deutschland zu machen, die selbst von den berühmten amerikanischen Buchhandlungen in Amerika geachtet wurde.
Er war neben seiner kaufmännischen Tätigkeit noch Armenpflegschaftsrat und Gemeindebevollmächtigter.
Nach seinem Tod führte Fidelis Butsch das Geschäft weiter, nachdem dieser seit der Geschäftsgründung 1825 bereits als Geschäftsführer fungierte.

## Mitgliedschaften
- 1830 wurde er Mitglied und am 12. November 1835 Ausschussmitglied des Historischen Vereins des Oberdonaukreises des Königreichs Bayern.

## Werke
- Verzeichniss der hinterlassenen Bibliothek des Herrn Professors Dr. Holzmann welche um die beygesetzten billigen Preise gegen baare Bezahlung verkauft wird von Wilhelm Birett. St. Anna-Straße. L.D. No. 253. Augsburg, 1826.
- Joseph Paul von Cobres; Wilhelm Birett: Verzeichniss der Bücher der berühmten naturhistorischen Bibliothek des Weiland Herrn J.P. Ritters v. Cobres, deren Verkauf um billige, sehr verminderte Preise besorgt wird von Wilhelm Birett in Augsburg. Augsburg [ca. 1828].
- Verzeichniß der Bücher, Zeitschriften, Kupfer- und Lithographischen Werke auch Landkarten aus der Bibliothek der Königin Charlotte Augusta Mathilde von Würtemberg. S.L., 1829.
- Catalogus librorum ab inventa typographia usque ad annum 1530 impressorum: Versteig.: 10. Dez. ff. 1832 durch Wilhelm Birett. Augustae Vindelicorum [Augsburg] : Wilhelm Birett, 1832.
- XI. Verzeichniss von 250 verschiedenen Manuscripten auf Pergament und Papier aus dem Mittelalter und den folgenden Jahrhunderten, dann 1591 Werken in Folio aus verschiedenen wissenschaftlichen Fächern, vorzüglich der Theologie, Geschichte, Philologie, Jurisprudenz, u. a. welche am 28. Mai 1833 und den folgenden Tagen in der Auctions-Anstalt für Bücher und Kunstgegenstände an die Meistbietenden öffentlich versteigert werden. Augsburg 1833.
- Verzeichniss einer Sammlung medicinischer Inaugural-Dissertation, welche durch die Birettische Antiquariatsbuchhandlung F. Butsch in Augsburg bezogen worden können. Augsburg 1843.